# Two's Missing
Two's Missing es un álbum recopilatorio del grupo británico The Who, publicado por la compañía discográfica MCA Records en abril de 1987. Incluyó sencillos y canciones publicadas previamente en EP que no aparecieron en ningún álbum. En diciembre de 2011, Two's Missing fue reeditado en Japón, de forma simultánea con Who's Missing, con cuatro temas extra publicados anteriormente como disco extra junto al recopilatorio Then and Now! 1964-2004.

## Lista de canciones
| Cara A |                                                |          |  |
| N.º    | Título                                         | Duración |  |
| 1.     | «Bald Headed Woman» (Shel Talmy)               | 2:09     |  |
| 2.     | «Under My Thumb» (Mick Jagger, Keith Richards) | 2:35     |  |
| 3.     | «My Wife (Live)» (John Entwistle)              | 6:38     |  |
| 4.     | «I'm a Man» (Ellas McDaniel)                   | 3:11     |  |
| 5.     | «Dogs» (Pete Townshend)                        | 3:05     |  |
| 6.     | «Dogs Part Two» (Keith Moon)                   | 2:26     |  |
| 7.     | «Circles» (Townshend)                          | 2:09     |  |

| Cara B |                                                                    |          |  |
| N.º    | Título                                                             | Duración |  |
| 8.     | «The Last Time» (Jagger, Richards)                                 | 2:50     |  |
| 9.     | «Water» (Townshend)                                                | 4:32     |  |
| 10.    | «Daddy Rolling Stone» (Otis Blackwell)                             | 2:48     |  |
| 11.    | «Heatwave» (Holland-Dozier-Holland)                                | 2:40     |  |
| 12.    | «Goin' Down» (Don Nix)                                             | 3:41     |  |
| 13.    | «Motoring» (Ivy Jo Hunter, Phil Jones, William "Mickey" Stevenson) | 2:50     |  |
| 14.    | «Waspman» (Keith Moon)                                             | 3:05     |  |

| Temas extra (reedición de 2011) |                                                   |          |  |
| N.º                             | Título                                            | Duración |  |
| 15.                             | «Dr. Jekyll and Mr. Hyde (Mono)» (Entwistle)      |          |  |
| 16.                             | «Call Me Lightning (Mono)» (Townshend)            |          |  |
| 17.                             | «Melancholia» (Townshend)                         |          |  |
| 18.                             | «Eyesight to the Blind» (Sonny Boy Williamson II) |          |  |
| 19.                             | «I Don't Even Know Myself» (Townshend)            |          |  |